# Јелен До
Јелен До је сеоско насеље у Србији у општини Пожега у Златиборском округу. Према попису из 2022. било је 76 становника. Налази се на магистралном путу који повезује Београд са Ужицем и Подгорицом, а познато је по великој фабрици грађевинског материјала (креча и камена).
Овде се налази Железничка станица Јелен До.
Црква св. Архангела Михаила посвећена је 24. новембра 1940. од епископа жичког Николаја. Имала је спомен плочу са урезаним именом Краља Александра и ратника из краја, изгинулих 1912-18. Звоно је даровао Краљ Петар Други.

## Демографија
У насељу Јелен До живи 134 пунолетна становника, а просечна старост становништва износи 42,6 година (39,2 код мушкараца и 46,0 код жена). У насељу има 52 домаћинства, а просечан број чланова по домаћинству је 3,10.
Ово насеље је у потпуности насељено Србима (према попису из 2002. године), а у последња три пописа, примећен је пад у броју становника.
|  |

| Демографија | Демографија | Демографија |
| Година      | Становника  | Становника  |
| ----------- | ----------- | ----------- |
| 1948.       | 266         |             |
| 1953.       | 269         |             |
| 1961.       | 282         |             |
| 1971.       | 338         |             |
| 1981.       | 269         |             |
| 1991.       | 174         | 174         |
| 2002.       | 167         | 162         |

| Етнички састав према попису из 2002.‍ | Етнички састав према попису из 2002.‍ | Етнички састав према попису из 2002.‍ | Етнички састав према попису из 2002.‍ | Етнички састав према попису из 2002.‍ |
| ------------------------------------ | ------------------------------------ | ------------------------------------ | ------------------------------------ | ------------------------------------ |
|                                      |                                      |                                      |                                      |                                      |
| Срби                                 | Срби                                 |                                      | 167                                  | 100,0%                               |
| непознато                            | непознато                            |                                      | 0                                    | 0,0%                                 |

| Година пописа     | 1948. | 1953. | 1961. | 1971. | 1981. | 1991. | 2002. |
| ----------------- | ----- | ----- | ----- | ----- | ----- | ----- | ----- |
| Број домаћинстава | 63    | 69    | 76    | 110   | 73    | 55    | 52    |

| Број чланова      | 1 | 2  | 3  | 4 | 5 | 6 | 7 | 8 | 9 | 10 и више | Просек |
| ----------------- | - | -- | -- | - | - | - | - | - | - | --------- | ------ |
| Број домаћинстава | 7 | 16 | 10 | 9 | 4 | 6 | 0 | 0 | 0 | 0         | 3,10   |

| Пол    | Укупно | Неожењен/Неудата | Ожењен/Удата | Удовац/Удовица | Разведен/Разведена | Непознато |
| ------ | ------ | ---------------- | ------------ | -------------- | ------------------ | --------- |
| Мушки  | 70     | 20               | 47           | 2              | 1                  | 0         |
| Женски | 73     | 9                | 40           | 20             | 4                  | 0         |
| УКУПНО | 143    | 29               | 87           | 22             | 5                  | 0         |

| Пол    | Укупно                    | Пољопривреда, лов и шумарство | Рибарство                            | Вађење руде и камена | Прерађивачка индустрија       |
| ------ | ------------------------- | ----------------------------- | ------------------------------------ | -------------------- | ----------------------------- |
| Мушки  | 60                        | 18                            | 0                                    | 0                    | 31                            |
| Женски | 54                        | 36                            | 0                                    | 0                    | 8                             |
| УКУПНО | 114                       | 54                            | 0                                    | 0                    | 39                            |
| Пол    | Производња и снабдевање   | Грађевинарство                | Трговина                             | Хотели и ресторани   | Саобраћај, складиштење и везе |
| Мушки  | 0                         | 7                             | 2                                    | 0                    | 0                             |
| Женски | 0                         | 0                             | 1                                    | 3                    | 1                             |
| УКУПНО | 0                         | 7                             | 3                                    | 3                    | 1                             |
| Пол    | Финансијско посредовање   | Некретнине                    | Државна управа и одбрана             | Образовање           | Здравствени и социјални рад   |
| Мушки  | 0                         | 1                             | 0                                    | 0                    | 0                             |
| Женски | 0                         | 1                             | 1                                    | 1                    | 1                             |
| УКУПНО | 0                         | 2                             | 1                                    | 1                    | 1                             |
| Пол    | Остале услужне активности | Приватна домаћинства          | Екстериторијалне организације и тела | Непознато            | Непознато                     |
| Мушки  | 1                         | 0                             | 0                                    | 0                    | 0                             |
| Женски | 0                         | 0                             | 0                                    | 1                    | 1                             |
| УКУПНО | 1                         | 0                             | 0                                    | 1                    | 1                             |